# Trollhättans församling

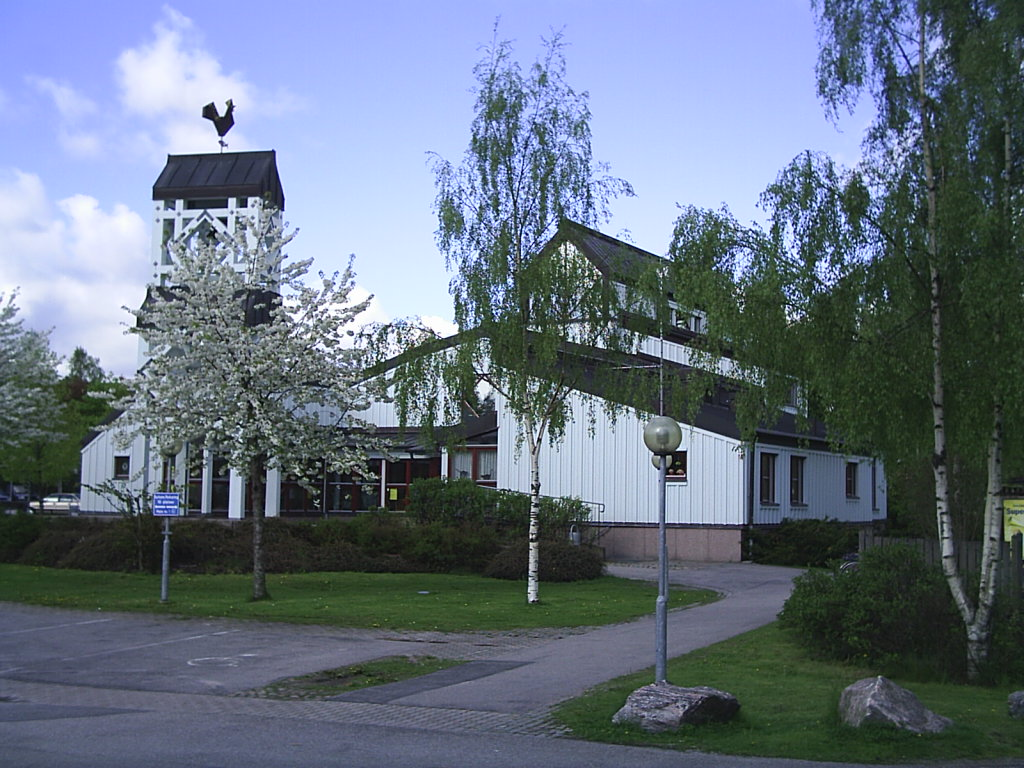
Skogshöjdens kyrka

Trollhättans församling är en församling i Väne kontrakt i Skara stift. Församlingen ligger i Trollhättans kommun i Västra Götalands län och utgör ett eget pastorat.

## Administrativ historik
Församlingen bildades 1 maj 1860 genom en utbrytning ur Gärdhems församling.
1916 införlivade delar ur Gärdhems, Vassända-Naglum och Västra Tunhems församlingar. År 1947 införlivades den södra delen av Vassända-Naglums församling och 1973 överfördes den då nya stadsdelen Lextorp från Gärdhems församling. År 1947 införlivades den södra delen av Vassända-Naglums församling och 1973 överfördes den då nya stadsdelen Lextorp från Gärdhems församling.
Ur församlingen utbröts 1989 Götalundens och Lextorps församlingar. Församlingen utgjorde till 2010 ett eget pastorat för att därefter vara moderförsamling i pastoratet Trollhättan, Götalunden och Lexorp. Församlingen införlivade 2022 Götalundens och Lextorps församlingar och utgör därefter ett eget pastorat. Den utökade församlingen är den största i Skara stift till både medlemsantal och folkmängd.

## Organister
| Ämbetstid | Namn         | Levnadstid | Övrigt    |
| --------- | ------------ | ---------- | --------- |
| 1957–1964 | Lars Kardell | 1917–1985  | Organist. |

## Kyrkobyggnader
- Trollhättans kyrka
- Skogshöjdens kyrka
- Lextorpskyrkan
- Götalundens kyrka

## Series pastorum
Den förste kyrkoherden var Magnus Åberg

### Fotnoter
1. ↑  Nationell Arkivdatabas Referenskod: SE/158101000, läst: 6 augusti 2018.[källa från Wikidata]
2. ↑  Stift, kontrakt och pastorat i nummerordning med ingående församlingar 2020-01-01, SCB, läs online.[källa från Wikidata]
3. 1 2  Medlemmar i Svenska kyrkan i förhållande till folkmängd den 31.12.2019 per församling, kommun och län samt riket, Svenska kyrkan, läs online.[källa från Wikidata]
4. ↑  ”Förteckning (Sveriges församlingar genom tiderna)”. Skatteverket. 1989. http://www.skatteverket.se/privat/folkbokforing/omfolkbokforing/folkbokforingigaridag/sverigesforsamlingargenomtiderna/forteckning.4.18e1b10334ebe8bc80003999.html. Läst 17 december 2013.
5. ↑  ”Församlingar”. Statistiska centralbyrån. https://www.scb.se/hitta-statistik/regional-statistik-och-kartor/regionala-indelningar/forsamlingar/. Läst 30 december 2022.
6. ↑  Väne kontrakt i Sveriges statskalender 1964